# Delta Piscis Austrini
Delta Piscis Austrini (δ Piscis Austrini, förkortat Delta PsA, δ PsA) som är stjärnans Bayerbeteckning, är en dubbelstjärna belägen i den sydöstra delen av stjärnbilden Södra fisken. Den har en kombinerad skenbar magnitud på 4,18 och är synlig för blotta ögat där ljusföroreningar ej förekommer. Baserat på parallaxmätning inom Hipparcosuppdraget på ca 21,2 mas, beräknas den befinna sig på ett avstånd på ca 154 ljusår (ca 47 parsek) från solen. 

## Egenskaper
Primärstjärnan Delta  Piscis Austrini A är en gul till vit jättestjärna av spektralklass G8 III och genererar energi genom fusion av helium i dess kärna. Den har massa som är omkring 40 procent större än solens massa, en radie som är ca 8,7 gånger större än solens och utsänder från dess fotosfär ca 52 gånger mera energi än solen vid en effektiv temperatur av ca 4 800 K. 
Delta  Piscis Austrini A har en följeslagare av magnitud 9,86 vinkelseparerad med 5,2 bågsekunder med gemensam rörelse genom rymden och paret är sannolikt en dubbelstjärna.